# Abrahamsenbreen
Abrahamsenbreen - lodowiec w Andrée Land, na Spitsbergenie, w archipelagu Svalbard należącym do Norwegii. Ma długość 14 kilometrów i znajduje się w wewnętrznej części doliny Woodfjorddalen, odchodzącej od Holtedahlfonna. Lodowiec ten został nazwany na cześć badacza polarnego Edwarda Abrahamsena.